# Bürgermeisterei Körperich
Die Bürgermeisterei Körperich war eine von ursprünglich 42 preußischen Bürgermeistereien, in die sich der 1816 neu gebildete Kreis Bitburg im Regierungsbezirk Trier verwaltungsmäßig gliederte. Von 1822 an gehörte der Regierungsbezirk Trier, damit auch die Bürgermeisterei Körperich, zu der in dem Jahr neu gebildeten Rheinprovinz. Der Verwaltung der Bürgermeisterei unterstanden zuerst vier, zuletzt 21 Gemeinden. Der Verwaltungssitz war in der heutigen Ortsgemeinde Körperich im Eifelkreis Bitburg-Prüm in Rheinland-Pfalz.
1927 wurde die Bürgermeisterei Körperich in Amt Körperich umbenannt. Das Amt Körperich bestand bis 1968.

## Gemeinden und zugehörige Ortschaften

### Stand 1843
Zur Bürgermeisterei Körperich gehörten zunächst folgende Gemeinden (Stand 1843):
- Gentingen (71 Einwohner)
- Körperich (336) mit der Schneidemühle (10)
- Niedersgegen (160; seit 1969 Ortsteil von Körperich) mit der Matzenbacher Mühle (10)
- Seimerich (44; seit 1969 Ortsteil von Körperich)

Insgesamt lebten im Bürgermeistereibezirk 631 Menschen in 86 Wohnhäusern. Alle Einwohner waren katholisch. Es gab eine Kirche in Körperich, jeweils eine Kapelle in Gentingen und in Niedersgegen und eine Schule in Körperich (Stand 1843).

### Stand 1919
Nach verschiedenen Zusammenlegungen gehörten 1919 folgende Gemeinden zum Verwaltungsbezirk der Bürgermeisterei:
| - Ammeldingen - Bauler - Biesdorf - Falkenstein - Freilingen | - Geichlingen - Gentingen - Hommerdingen - Hüttingen | - Keppeshausen - Kewenig - Körperich - Kruchten | - Lahr - Mettendorf - Niedersgegen - Nusbaum | - Obersgegen - Roth - Seimerich - Wallendorf |

## Geschichte
Alle Ortschaften im Verwaltungsbezirk der Bürgermeisterei gehörten vor 1794 zur Grafschaft Vianden im Herzogtum Luxemburg (Quartier Vianden). Im Jahr 1794 hatten französische Revolutionstruppen die Österreichischen Niederlande, zu denen das Herzogtum Luxemburg gehörte, besetzt und im Oktober 1795 annektiert. Unter der französischen Verwaltung gehörte das Gebiet zum Kanton Vianden, der verwaltungsmäßig zum Arrondissement Diekirch im Departement Wälder gehörte.
Aufgrund der Beschlüsse auf dem Wiener Kongress wurde 1815 das vormals luxemburgische Gebiet östlich der Sauer und der Our dem Königreich Preußen zugeordnet. Unter der preußischen Verwaltung wurden im Jahr 1816 Regierungsbezirke und Kreise neu gebildet, linksrheinisch behielt Preußen in der Regel die Verwaltungsbezirke der französischen Mairies vorerst bei. Die Bürgermeisterei Körperich entsprach insoweit der vorherigen Mairie Körperich.
Im Jahr 1860 erfolgte eine erste Zusammenlegung, die Bürgermeistereien Kruchten, Roth und Wallendorf wurden aufgelöst und die zugehörenden Gemeinden der Bürgermeisterei Körperich angegliedert. Der Bürgermeistereibezirk umfasste nun 15 Gemeinden:
Ammeldingen, Bauler, Biesdorf, Falkenstein, Gentingen, Hommerdingen, Keppeshausen, Kewenig, Körperich, Kruchten, Niedersgegen, Obersgegen, Roth, Seimerich und Wallendorf.
Im Jahr 1914 kamen die Gemeinden der gleichzeitig aufgelösten Bürgermeistereien Mettendorf (bestand nur aus der Gemeinde Mettendorf) und Nusbaum (Gemeinden Freilingen, Hüttingen und Nusbaum) und 1919 die Gemeinden Lahr und Geichlingen aus der Bürgermeisterei Neuerburg-Land hinzu.
Die Bürgermeisterei Körperich wurde 1927, so wie alle Landbürgermeistereien in der Rheinprovinz, aufgrund des preußischen Gesetzes über die Regelung verschiedener Punkte des Gemeindeverfassungsrechts vom 27. Dezember 1927 in „Amt Körperich“ umbenannt. Seit 1970 gehörten alle zuvor dem Amt Körperich angehörenden Gemeinden, mit Ausnahme von Wallendorf, der damals neu gebildeten Verbandsgemeinde Neuerburg an. Seit dem 1. Juli 2014 gehören sie verwaltungsmäßig zur Verbandsgemeinde Südeifel im Eifelkreis Bitburg-Prüm in Rheinland-Pfalz.